# Ferrovie Nord Milano
Ferrovie Nord Milano (FNM S.p.A. of Gruppo FNM) is een beursgenoteerde Italiaanse spoorwegmaatschappij. Na enkele herstructureringen fungeert het nu als moedermaatschappij voor de verschillende bedrijfsonderdelen. De belangrijkste activiteiten zijn het verzorgen van openbaar vervoer per bus en trein in Noord-Italië (voornamelijk Lombardije).
In 1985 werd de maatschappij opgesplitst in twee delen, Ferrovie Nord Milano Esercizio (FNME) voor de spoorwegactiviteiten en FNM Autoservizi voor het busvervoer. In 2003 is het spoorwegbedrijf opgedeeld en na verdere herstructurering in 2006 zijn de volgende onderdelen ontstaan: een infrabeheerder FerrovieNord, een personenvervoerder LeNORD en een goederenvervoerder NordCargo.
In 2009 wordt Trenitalia-LeNord opgericht als 50/50 joint-venture tussen FNM en Ferrovie dello Stato. Onder de naam TreNord voert deze maatschappij het treinvervoer rondom Milaan uit. 

## Geschiedenis

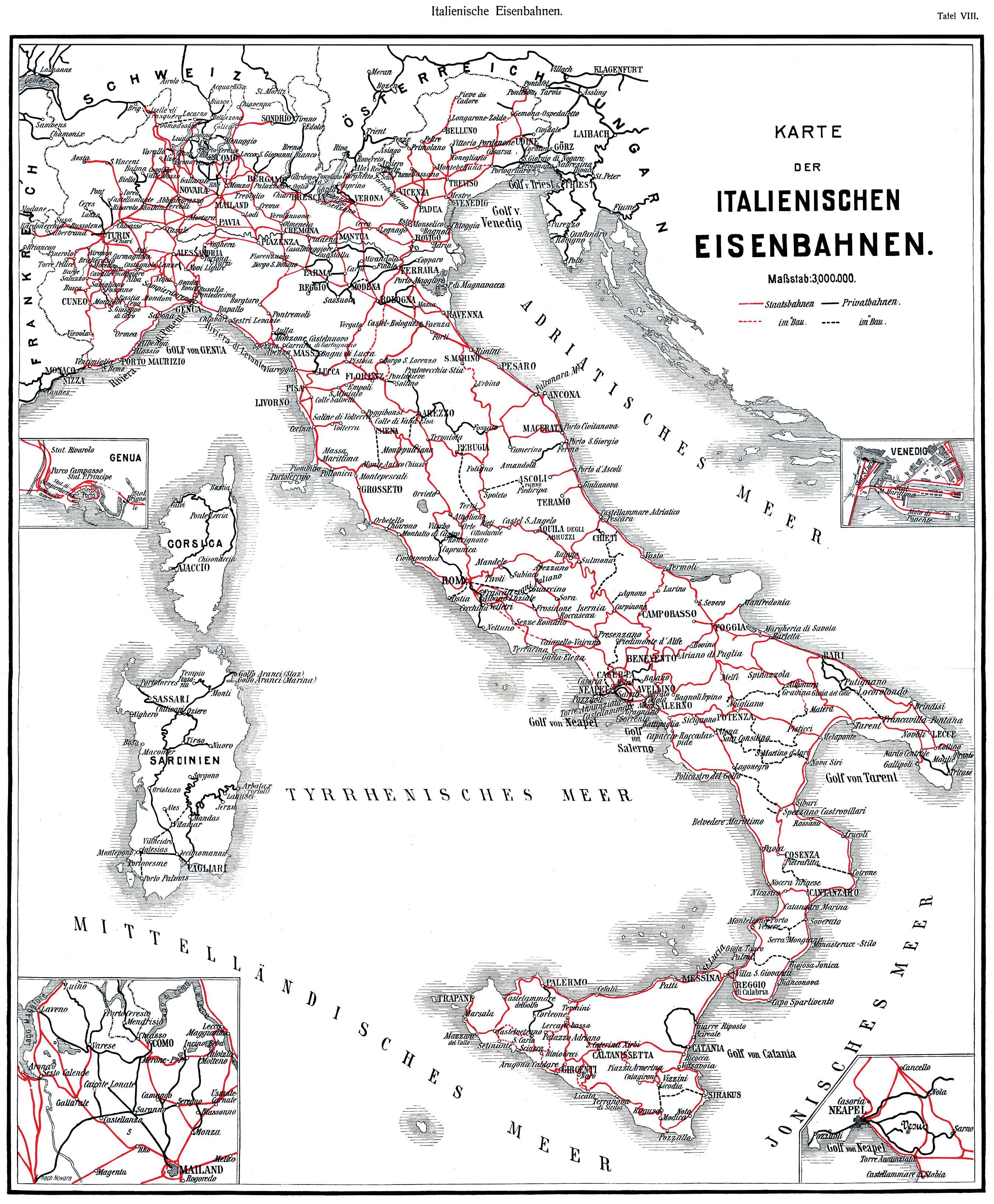
Bij de inset het FNM spoornet in 1912

De maatschappij ´Società Anonima Ferrovie Milano–Saronno e Milano–Erba´ (FMSME) werd in 1877 opgericht door Albert Vaucamps voor de spoorlijnen Milaan Saronno en Erba. Vanaf 1883 werd de maatschappij hernoemd in ´Società Anonima per le Ferrovie Nord Milano´ FNM. In 1888 werd de maatschappij gefuseerd met Società per le Ferrovie del Ticino en kwam onder de aandeelhouderschap van de Generale Maatschappij van België. In 1907 werd de FNM van de gekocht door de ´Società per le Strade Ferrate del Mediterraneo´ (SFM). In 1974 wordt de aandeelhouderschap en controle overgenomen door de regio Lombardije. 